# Harpactea babori
Harpactea babori este o specie de păianjeni din genul Harpactea, familia Dysderidae. A fost descrisă pentru prima dată de Nosek, 1905.
Este endemică în Turcia. Conform Catalogue of Life specia Harpactea babori nu are subspecii cunoscute.